# Laophila fokia
Laophila fokia là một loài bướm đêm trong họ Geometridae.